# 一宮村 (山梨県)
一宮村（いちのみやむら）は山梨県東八代郡にあった村。現在の笛吹市北東部、中央自動車道一宮御坂インターチェンジの北側一帯にあたる。

## 地理
- 河川：笛吹川、日川

## 歴史
- 1903年（明治36年）9月25日 - 国立村・一桜村・清野村が合併して発足。
- 1954年（昭和29年）12月10日 - 相興村・浅間村と合併して一宮町が発足。同日一宮村廃止。

## 交通

### 道路
現在は旧村域に中央自動車道の一宮御坂インターチェンジが所在するが、当時は未開通。